# يون إيتشيدي
يون إيتشيدي (بالإسبانية: Ion Echaide) (مواليد 5 يناير 1988 في بنبلونة - إسبانيا) لاعب كرة قدم إسباني يلعب حاليا لصالح نادي الدرجة الأولى أوساسونا الإسباني منذ 2006 في مركز قلب الدفاع .

## وصلات خارجية
- يون إيتشيدي على موقع الاتحاد الأوربي (الإنجليزية)
- يون إيتشيدي على موقع قاعدة بيانات كرة القدم.إي يو (الإنجليزية)
- يون إيتشيدي على موقع Soccerway.com (الإنجليزية)
- يون إيتشيدي على موقع AS.com (الإسبانية)